# Karen Cockburn
Karen Cockburn (* 2. Oktober 1979 in Toronto) ist eine ehemalige kanadische Trampolinturnerin.

## Werdegang
Cockburn gewann im Laufe ihrer Karriere insgesamt zehn Medaillen bei Weltmeisterschaften. 2003 wurde sie in Hannover erstmals Weltmeisterin im Einzel, mit der Mannschaft belegte sie Rang drei. Zwei Jahre darauf kam eine Silbermedaille im Synchronturnen hinzu, ehe sie 2007 in Québec mit der Mannschaft Silber gewann und im Synchronturnen mit Rosannagh MacLennan Weltmeisterin wurde. Weitere Silber- und Bronzemedaillen kamen 2009 und 2011 hinzu.
Beim Olympiadebüt der Disziplin in Sydney 2000 kam sie als Vierte der Qualifikation ins Finale, wo sie auf den Bronzerang turnte. 2004 gewann sie hinter Anna Dogonadze Silber, ebenso 2008, als sie hinter He Wenna und vor Yekaterina Xilko den zweiten Platz belegte. Bei ihren letzten Spielen 2012 verpasste sie mit Rang vier knapp eine weitere Medaille.
Bei Panamerikanischen Spielen gewann sie 2007 in Rio de Janeiro die Goldmedaille. 2011 erreichte sie zwar als Erste der Qualifikation das Finale, konnte krankheitsbedingt jedoch nicht starten. 2015 belegte sie in Toronto den Bronzerang.
Karen Cockburn ist seit 2007 mit dem Trampolinturner Mathieu Turgeon verheiratet. Das Paar hat eine Tochter (* 2003).